# RK-3 コルサル
RK-3 コルサル（ウクライナ語: РК-3 Корсар）は、ウクライナのルーチ設計局が開発した対戦車ミサイル。2013年から実弾射撃試験が開始され、2017年にウクライナ陸軍で採用された。

## 開発
ルーチ設計局が2000年代初頭から開発を開始し、試作品が2005年にアラブ首長国連邦のアブダビで開催された国際防衛博覧会（IDEX）で初公開された。
2013年7月25日にキエフ近郊で、誘導型および無誘導型弾体の発射試験に成功し、2017年8月29日にウクライナ陸軍へ採用された。

## 構造
RK-3 コルサルは、三脚のほか車載マウントで使用でき、夜間射撃時に使用可能な赤外線カメラが装着されている。この赤外線カメラは、2018年11月にギリシャ製への改修が行われ、日中2.5km、夜間1.7kmの視認性を有する。ミサイルの誘導には、レーザー半自動指令照準線一致誘導方式（SACLOS）が採用されている。
このほか、ルーチ設計局製のサルマートRWSは、左側面に2基のRK-3 コルサルのランチャーと照準装置を装備しており、KT-12.7重機関銃と並ぶ主兵装になっている

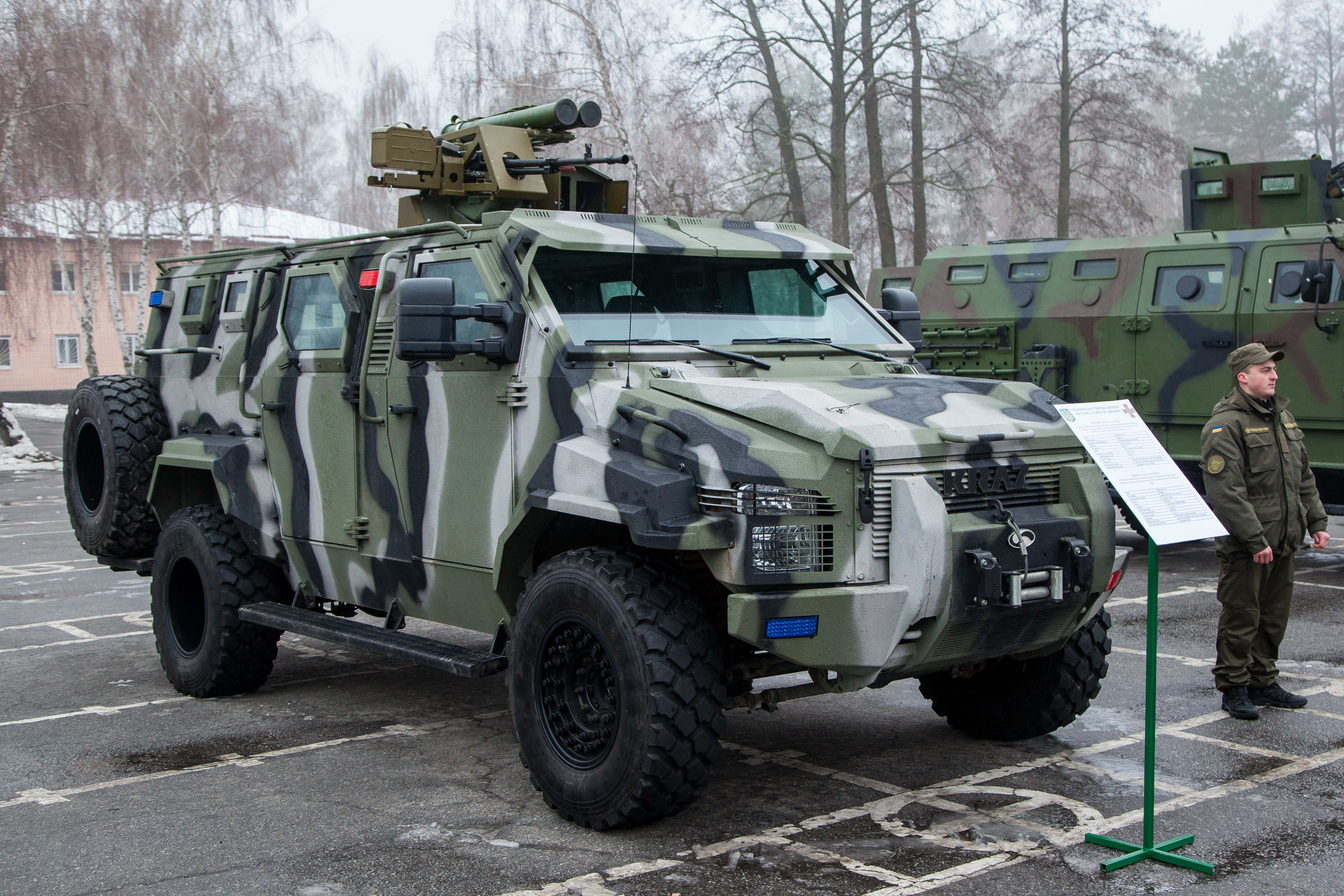
車体屋根にサルマートRWSを搭載した、ウクライナ国家親衛隊のKrAZ スパルタン歩兵機動車。
サルマートRWSの左側面にRK-3 コルサルのランチャーを2基搭載している。

## 弾頭

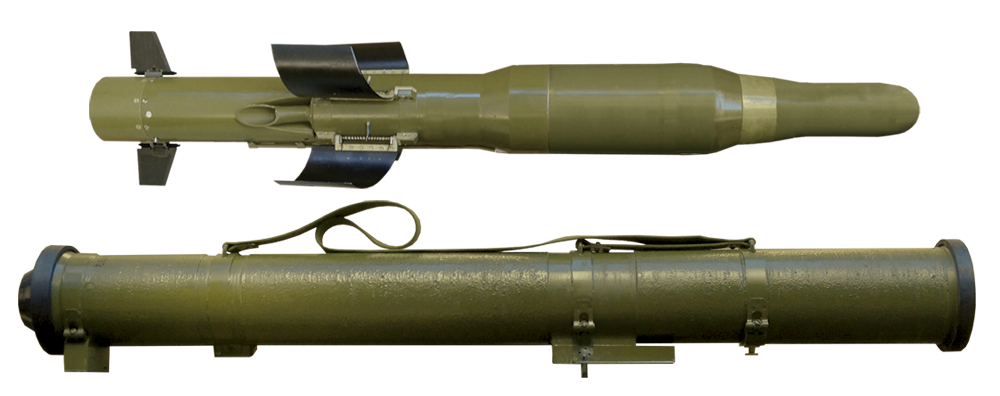
RK-3Kのミサイル本体（上）と、キャニスター兼用ランチャー（下）。

RK-3には、RK-3K（РК-3К）とRK-3OF（РК-3ОФ）の2種類の弾頭が用意されている。
RK-3K - タンデムHEAT弾で、爆発反応装甲+均質圧延装甲550mmの貫徹力を有する。
RK-3OF - 榴弾で、歩兵や軽装甲車両などに対する攻撃力を有する。

## 採用国
- ウクライナ
  - ウクライナ軍[9]
  - ウクライナ国家親衛隊
- バングラデシュ
  - バングラデシュ国境警備隊（英語版）[10]
- エジプト
  - エジプト陸軍[11]
- サウジアラビア
  - サウジアラビア陸軍[2]